# Euptychia fetna
Espèce
 Euptychia fetna est une  espèce de papillons de la famille des Nymphalidae et de la sous-famille des Satyrinae et du genre Euptychia.

## Dénomination
Euptychia fetna a été décrit par Arthur Gardiner Butler en  1870.

### Noms vernaculaires
Euptychia fetna se nomme Orange-patched Satyr en anglais.

## Description
Euptychia fetna est un papillon au dessus beige rayé de deux lignes orange et de taches foncées à l'apex des ailes antérieures et à l'angle anal des ailes postérieures correspondant aux ocelles sur le revers.
Le revers est beige rayé des mêmes lignes orange, discale et postdiscale, avec un décor en ligne submarginale de petits dessins ocre et à l'apex de l'aile antérieure un ocelle noir pupillé et à l'aile postérieure une ligne d'ocelles cerclés de beige de taille diverse dont un proche de l'angle anal et un proche de l'apex sont noirs et pupillés.

## Biologie

### Plantes hôtes
Les plantes hôtes de sa chenille sont des Selaginella comme pour les autres Euptychia connus.

## Écologie et distribution
Euptychia fetna est présent au Mexique et au Guatemala.

### Protection
Pas de statut de protection particulier